# Aleja Wyzwolenia w Wałbrzychu
Aleja Wyzwolenia – jedna z głównych ulic w centrum Wałbrzycha, ważna arteria komunikacyjna śródmieścia. Dawniej ulica była nazywana Auenstr, Adolf-Hitler-Aue, Marszałka Stalina. Ulica datowana jest około XVIII wiek, tworzy "dolną część starego miasta".

## Przebieg i opis

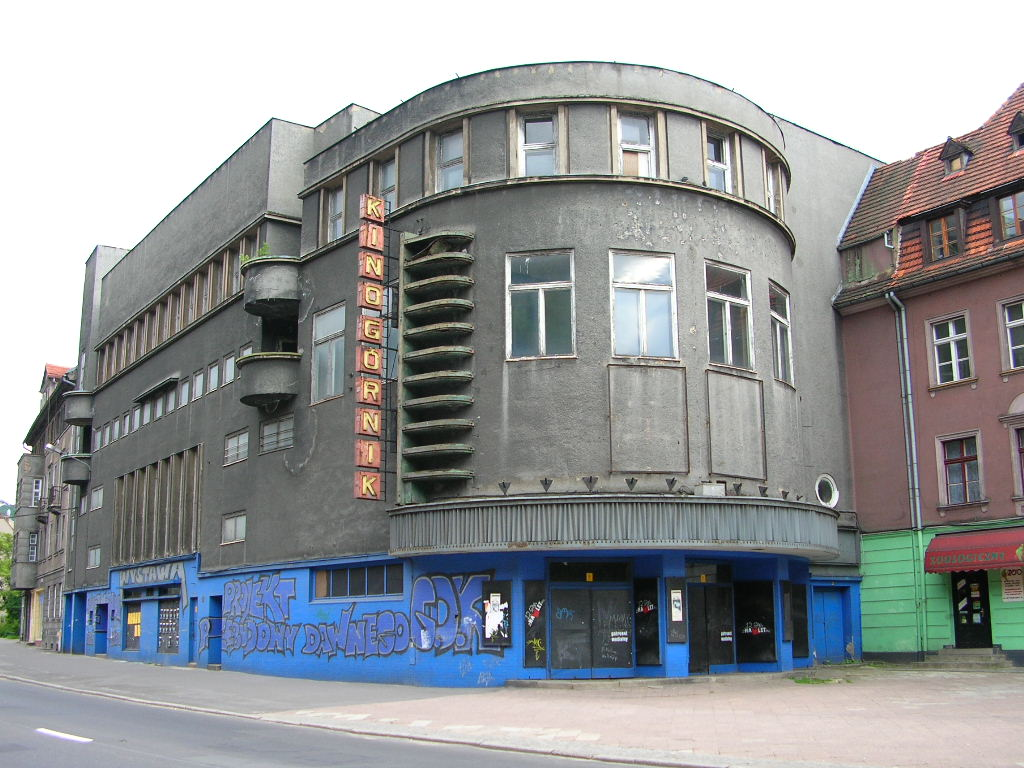
Były Górniczy Dom Kultury – Kino „Górnik”

Ulica rozciąga się od Placu Grunwaldzkiego aż do Placu Tuwima, łącząc się z ulicami Barlickiego, Inwalidów Wojennych, Kopernika, Aptekarską, skrzyżowaniem Placu Tuwima, Mickiewicza, Piłsudskiego, Kościuszki. Wejściem do Parku im. Króla Jana III Sobieskiego zlokalizowanym na Wzgórzu Parkowym.
Wzdłuż ulicy znajduje się "Aleja Lipowa" która służy do spacerowania, jest częścią szlaku turystycznego "Starego Grodu".

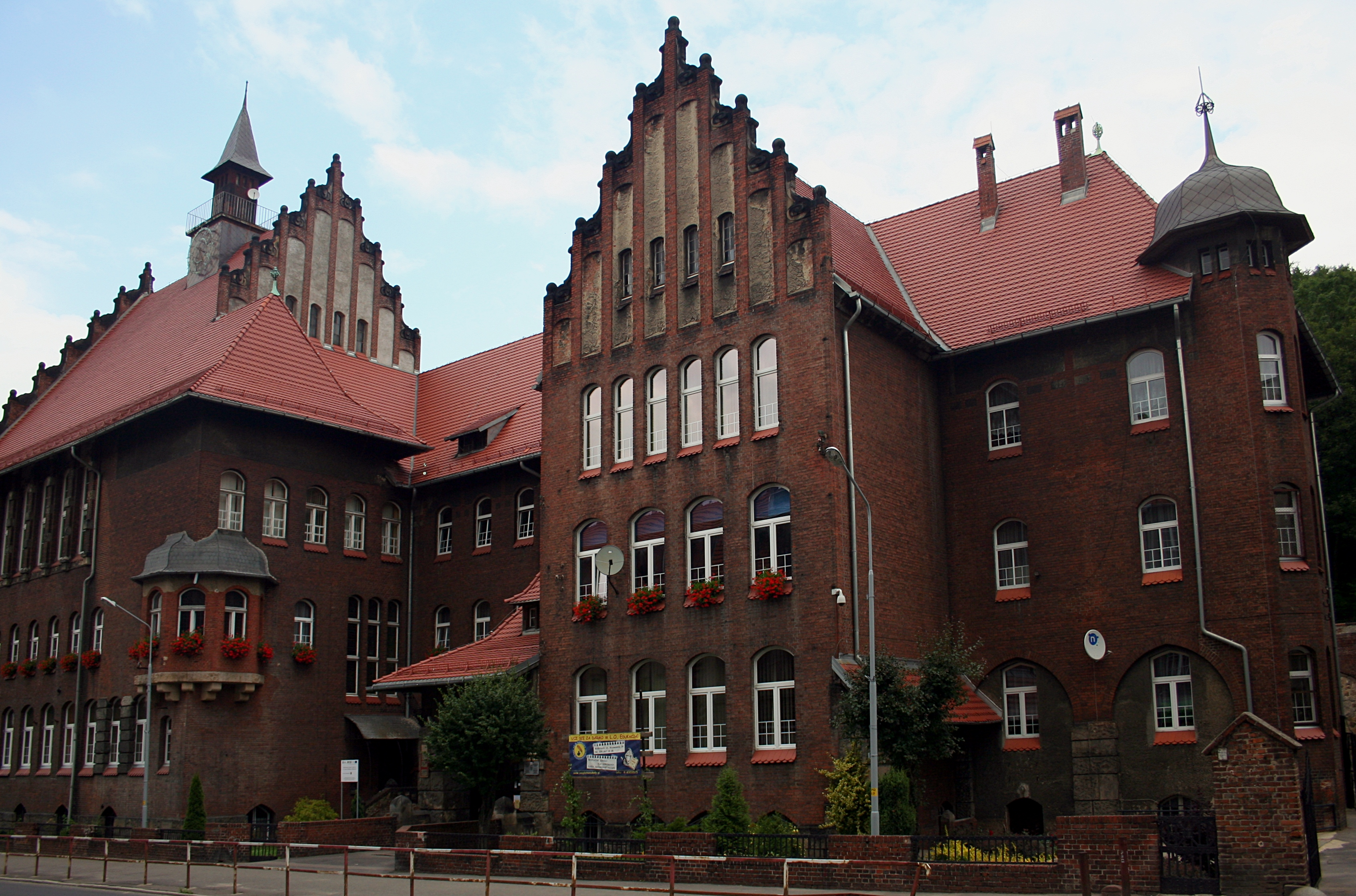
II Liceum Ogólnokształcące im. Hugona Kołłątaja

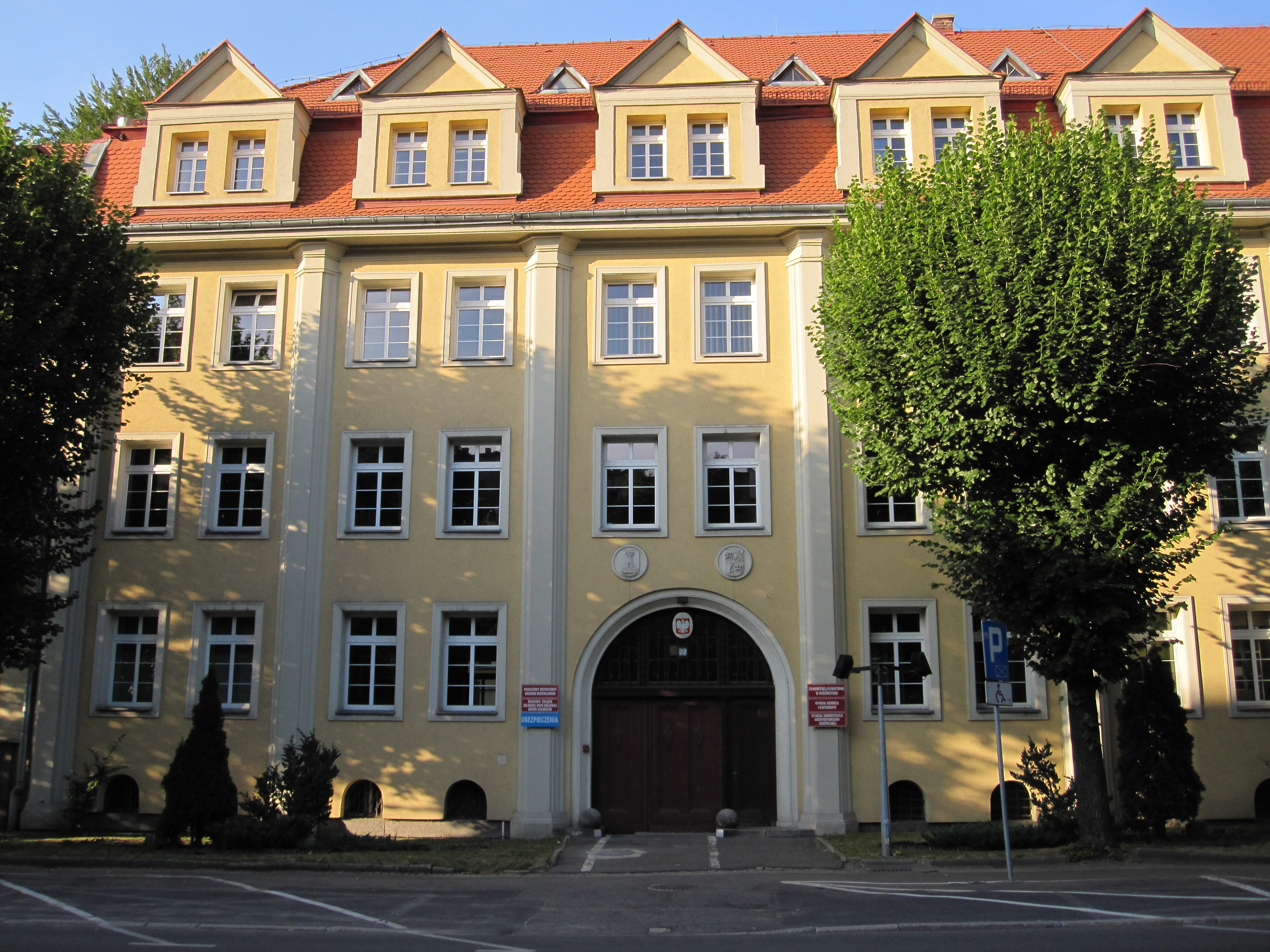
Starostwo Powiatowe - Aleja Wyzwolenia 22

Jest to ulica z piękną zabudową przedwojenną, pod ulicą płynie zabudowana rzeka Pełcznica, dawniej przebiegały przez ulicę linie tramwajowe łączące śródmieście z dzielnicą Podgórze i Nowym Miastem. Ulica zachwyca swoją różnorodnością wzdłuż okazałych mieszczańskich kamienic wyłania się park, dawniej ulica służyła do przemarszów  1 Majowych i różnych protestów oraz parad.

## Obiekty
- Pomnik Pamięci Górnictwa Wałbrzyskiego dawniej znajdował się tu pomnik     Bohaterów Armii Czerwonej i Wojska Polskiego.
- Gmach Zespołu Szkół Politechnicznych "Energetyk" dawniejsze Technikum Górnicze oraz Wyższa szkoła żeńska w Wałbrzychu.
- Gmach Górniczego  Dom Kultury (GDK)
- Gmach Starostwa Powiatowego i Narodowego Funduszu Zdrowia dawniej Wojewódzki Urząd w Wałbrzychu
- Zespół Szkół nr 2 im. Hugona Kołłątaja
- Podziemna trasa turystyczna (dawny schron) w kierunku Wzgórza Parkowego  obecny Park  Sobieskiego. Jest to sieć tuneli wybudowanych w czasie II Wojny Światowej.
- Dolnośląskie Zakłady Graficzne.
- Gmach Szkoły Podstawowej nr 28 im. Jana Pawła II.
- Skały za sklepem Biedronka dawniej znajdował się tam Browar
- Parku im. Króla Jana III Sobieskiego